# جيانغ شينغلونغ
جيانغ شينغلونغ (بالصينية: 蒋圣龙) هو لاعب كرة قدم صيني في مركزي الوسط والدفاع، ولد في 24 ديسمبر 2000 في نانجينغ في الصين. لعب مع شانغهاي غرينلاند شينهوا.

## وصلات خارجية
- جيانغ شينغلونغ على موقع قاعدة بيانات كرة القدم.إي يو (الإنجليزية)
- جيانغ شينغلونغ على موقع ناشيونال فوتبول تيمز (الإنجليزية)
- جيانغ شينغلونغ على موقع Soccerway.com (الإنجليزية)
- جيانغ شينغلونغ على موقع عالم كرة القدم.نت (الإنجليزية)